# Gabão
O Gabão, oficialmente República Gabonesa, é um país na costa equatorial ocidental da África. Limitado ao norte pelo território de Rio Muni (Guiné Equatorial) e pelos Camarões, a leste e a sul pelo Congo e a oeste pelo Oceano Atlântico e pelo Golfo da Guiné, por onde é vizinho próximo de São Tomé e Príncipe e da ilha de Pagalu (Guiné Equatorial). Anteriormente uma colônia francesa, o Gabão se tornou independente em 1960. A capital e maior cidade é Libreville.
Desde sua independência da França em 17 de agosto de 1960, o Gabão foi governado por apenas três presidentes. No início de 1990, o Gabão introduziu uma constituição nova e democrática que permitia um processo eleitoral transparente. O Gabão foi também membro não permanente do Conselho de Segurança das Nações Unidas no período 2010-2011. A baixa densidade populacional, juntamente com abundantes recursos naturais e investimentos privados estrangeiros têm ajudado a fazer do Gabão um dos países mais prósperos da região e com um dos maiores IDH da África Subsaariana.

## Etimologia
O nome do país vem da palavra portuguesa Gabão, que significa "mangas e capuz". Uma teoria é que o nome vem do fato de que uma pequena colina na foz do rio Ogoué, que atravessa o país, se assemelha ao capuz de uma capa de marinheiro com o capuz desdobrado, e por isso os marinheiros portugueses durante a Era dos Descobrimentos apontavam para ela e gritavam.

## História

### História geológica e paleontológica
Os vestígios mais antigos de vida multicelular conhecidos até hoje são encontrados no Gabão. Eles datam de 2,1 bilhões de anos e foram descobertos na região de Franceville em 2008. Em junho de 2014, o CNRS anunciou a descoberta de novos fósseis macroscópicos de até 17 cm de tamanho e confirmou a idade do depósito fóssil em 2,1 bilhões de anos.

### Pré-história e proto-história
Há evidências de assentamentos pré-históricos no Gabão que datam de 400.000 anos, da Idade do Ferro. Os atuais pigmeus, que se acredita terem surgido desse assentamento, são os primeiros habitantes conhecidos do que hoje é o Gabão. Caçadores-coletores, eles se estabeleceram cerca de 5.000 anos antes da nossa era. Eles foram seguidos por uma onda de colonos bantu. Como os próprios bantos deixaram a zona de dessecação do Sahel há 5.000 anos, sua expansão para o sul e leste data de entre 1.000 e 2.000 a.C. Ao contrário dos pigmeus, os povos bantu eram semissedentários e praticavam a pecuária. Eles também dominaram a metalurgia desde o primeiro milênio a.C. Quando chegaram ao Gabão, encontraram uma população de pigmeus lá.
Em 2021, as pedras esculpidas descobertas no sítio de Elarmékora foram datadas indiretamente em pelo menos 650.000 anos atrás. A datação é baseada em amostras de solo retiradas da superfície até o estrato onde as pedras foram encontradas, datadas pelos nuclídeos cosmogênicos 26Al e 10Be.
De acordo com evidências arqueológicas, o Gabão é habitado há pelo menos 10.000 anos. Os primeiros habitantes da área foram os pigmeus, mais tarde substituídos e absorvidos pelas tribos bantu.

### Colonização europeia
Os primeiros europeus a chegarem ao atual Gabão no século XV, foram comerciantes portugueses, que deram ao território o nome de "gabão" (uma espécie de casaco, cujo formato lembrava o do estuário na foz do rio Komo). A costa gabonesa tornou-se um entreposto de escravos. No século seguinte chegaram comerciantes holandeses, britânicos e franceses.
A França assumiu o status de "protetora" do território após assinar tratados com os chefes tribais locais em 1839 e 1841. No ano seguinte, missionários norte-americanos estabeleceram uma missão em Baraka (a atual cidade de Libreville, capital do país). Em 1849, os franceses capturaram um navio de escravos e libertaram-nos na embocadura do rio Komo. Os escravos libertos batizaram o assentamento de Libreville ("cidade livre", em francês).
Os exploradores franceses exploraram as densas selvas gabonesas entre 1862 e 1887. A França ocupou formalmente o Gabão em 1885 mas só começou efetivamente a administrá-lo em 1903. Em 1910, o Gabão se tornou um dos territórios da África Equatorial Francesa, uma federação que existiu até 1959. Os territórios se tornaram independentes a 17 de agosto de 1960, dando origem à República Centro-Africana, ao Chade, ao Congo-Brazzaville, e ao Gabão.
O primeiro presidente eleito do país foi Leon M'Bá, em 1961. Quando M'Bá morreu, em 1967, foi substituído por Omar Bongo, que governou até sua morte, em 2009, ostentando o recorde de governante durante mais tempo no poder em um país africano.
Em troca do apoio de Paris, que poderia intervir para o derrubar, Bongo concordou em disponibilizar parte da riqueza do Gabão à França, nomeadamente os recursos estratégicos de petróleo e de urânio. Na política internacional, o Gabão alinhou-se com Paris. No final de 1968, Omar Bongo foi forçado pela França a reconhecer a pseudo-independência de Biafra (sudeste da Nigéria). Teve também de aceitar que o aeroporto de Libreville funcionasse como centro de entrega de armas a Colonel Ojukwu (o líder secessionista de Biafra). Foi também do Gabão que os mercenários de Bob Denard tentaram desestabilizar o regime marxista no Benin.
Em 30 de agosto de 2023, após uma eleição controversa, o exército do país dissolveu as instituições, e anunciou pela TV o que se tornou o oitavo golpe militar na África desde 2020. O presidente eleito, Ali Bongo, foi colocado em prisão domiciliar e as fronteiras foram fechadas por tempo indeterminado. 

## Geografia
O Gabão situa-se na costa atlântica da África central e tem fronteiras terrestres com a Guiné Equatorial, com o Camarões e com o Congo e marítimas com São Tomé e Príncipe. Seu clima é tropical. Seu ponto mais alto é o Monte Bengoué, com 1 070 m.

## Demografia
Quase toda a população gabonesa, estimada em cerca de 2,1 milhões pessoas, é de etnia bantu. O país tem cerca de 40 grupos étnicos com línguas e culturas separadas. O maior de todos estes grupos é o fang. Outros grupos incluem os myene, bandjabi, eshiras, bapounous e okandé.
A língua francesa é a oficial, e é um fator de coesão do país. O Gabão e seu vizinho Congo-Brazavile são as nações com maior número proporcional de francófonos em África, ambas com mais de 60% de falantes. Mais de 10 mil franceses vivem no Gabão, e as influências culturais e comerciais da França predominam.

## Política

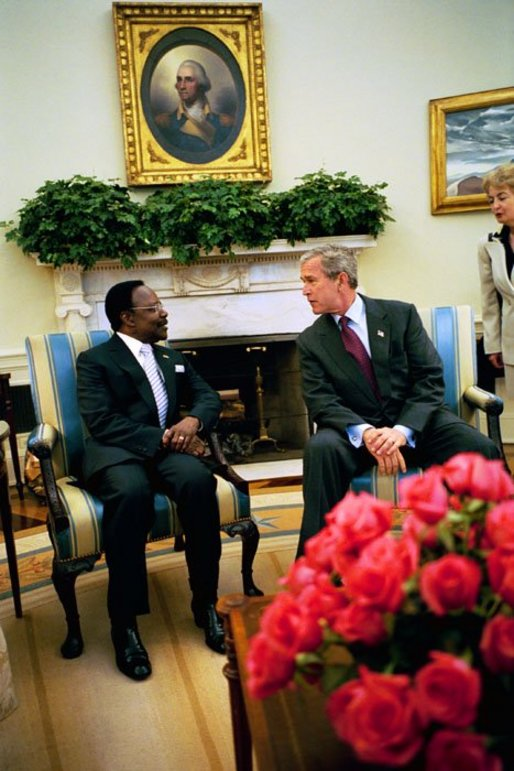
O presidente George W. Bush e o presidente Omar Bongo Ondimba do Gabão encontram-se no Salão Oval.

Em Março de 1991 foi adoptada uma nova constituição que prevê uma declaração de direitos de estilo ocidental, a criação de um Conselho Nacional de Democracia para supervisionar e garantir esses direitos e um conselho consultivo governamental para assuntos económicos e sociais. Eleições legislativas multipartidárias realizaram-se em 1990-1991, apesar de nessa altura ainda não se ter formalizado a legalização dos partidos da oposição.
O presidente do Gabão, El Hadj Omar Bongo, foi reeleito em Dezembro de 1998 conquistando 66% dos votos. Embora os principais partidos de oposição tenham feito acusações de que as eleições foram manipuladas, não se assistiu à turbulência que se seguiu às eleições de 1993. O presidente mantém vastos poderes, tais como a capacidade de dissolver a Assembleia Nacional, de declarar o estado de sítio, de adiar legislação, de determinar a realização de referendos e de nomear e demitir o primeiro-ministro e os membros do governo.

## Subdivisões
O Gabão está dividido em 9 províncias, dirigida cada uma por um governador, eles mesmos subdivididos em departamentos dependendo de um prefeito e, às vezes, em distritos, dependendo de um sub-prefeito. Alguns Gaboneses apresentam uma brincadeira que a Guiné Equatorial, como a "G10", a décima província do Gabão.
1. Estuaire
2. Haut-Ogooué
3. Moyen-Ogooué
4. Ngounié
5. Nyanga
6. Ogooué-Ivindo
7. Ogooué-Lolo
8. Ogooué-Maritime
9. Woleu-Ntem

As províncias estão subdivididas em 37 departamentos.

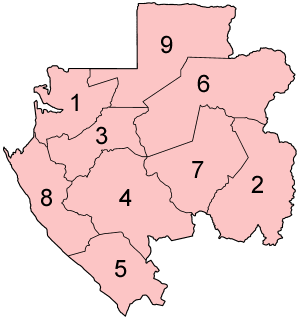
Províncias de Gabão

## Economia

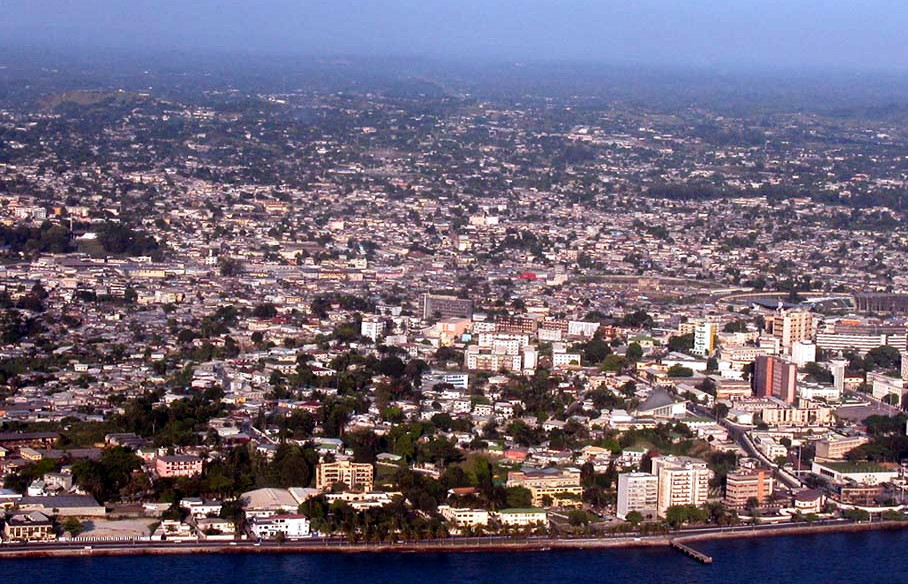
Libreville, capital e maior cidade do país

Principais produtos de exportação do Gabão em 2019

O Gabão é um país de subsolo muito rico, e exporta manganês, petróleo, gás natural, ferro, madeira e outros produtos de seu solo e seu subsolo desde há muito tempo. A exploração das minas de urânio de Mounana, situadas a 90 km de Franceville,  foi interrompida em 2001 devido à chegada ao mercado mundial de novos concorrentes. A retomada da exploração de seus importantes depósitos de urânio as notícias da atualidade. O trem de Franceville-Libreville exporta, depois dos anos 1980, o mineral das minas de manganês, de urânio e de ferro situadas em Moanda. Os depósitos de ferro de Bélinga do nordeste de Makokou ainda não são explorados. Sua operação está prevista para algum momento de 2012.
As receitas do petróleo, que se tornaram importantes a partir dos anos 1970, tem servido parcialmente para modernizar o país e diversificar a economia gabonesa. De fato, para a população o único benefício gerado da riqueza do Gabão, de modo que os padrões de vida de muitos gaboneses continua a ser moderado apesar de um PNB por habitante ser relativamente elevado. Os hidrocarbonetos representam a metade do PNB.

Persistem várias dificuldades: uma taxa de desemprego de cerca de 30% da população activa, mau acesso aos cuidados de saúde, deficiências nos serviços públicos e cortes recorrentes de electricidade. Mais de metade da população está abaixo do limiar de pobreza.

## Infraestrutura

### Educação

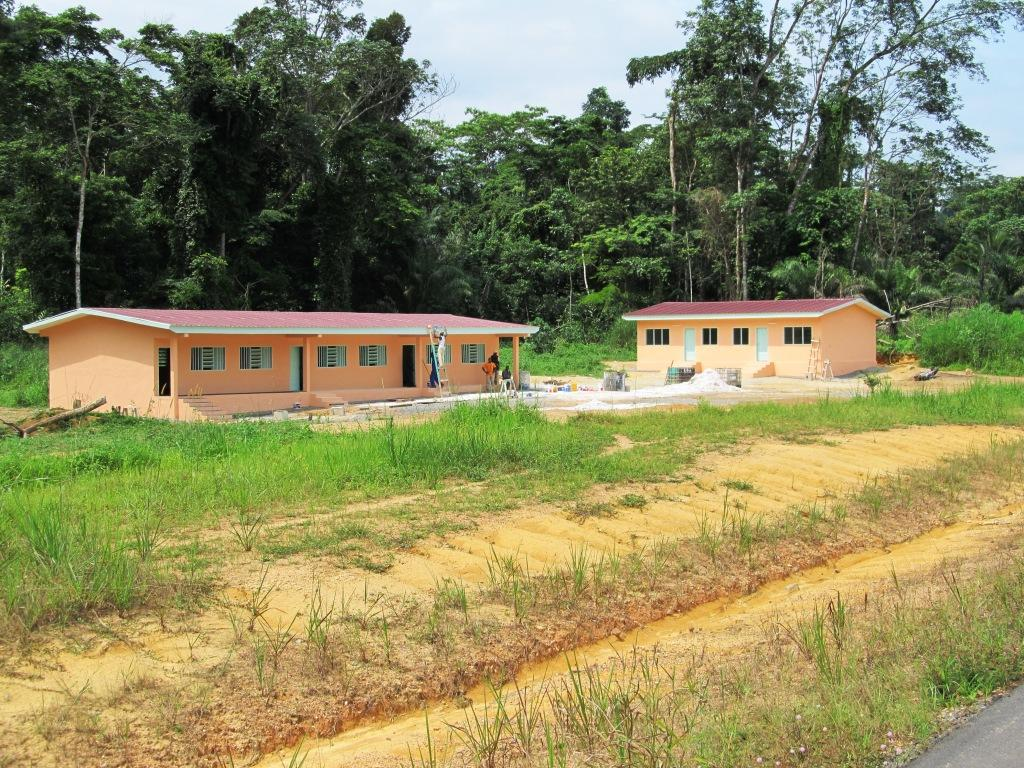
Uma escola no Gabão.

O sistema de educação do Gabão é administrado por dois ministérios: o Ministério da Educação, responsável pelo ensino primário, fundamental e médio, e o Ministério do Ensino Superior e Tecnologias Inovadoras, que se responsabiliza pela gestão do ensino superior no país, bem como de suas universidades e escolas profissionais. O sistema de ensino é dividido em ensino pré-primário e primário, geral e técnico ou ensino secundário profissional e ensino superior.
A educação, que é padronizada no sistema educacional da França, possui o francês como idioma de ensino. É obrigatório para crianças dos 6 a 16 anos de idade, estando sob vigilância da Lei de Educação. A maioria das crianças no Gabão iniciam suas vidas escolares frequentando creches, passando em seguida ao jardim de infância, conhecido como "Jardins d'Enfants". Aos 6 anos de idade, estas são matriculadas na escola primária, chamadas de "École Primaire", que é composta de seis graus de ensino. O próximo nível é o "Ecole Secondaire", que é constituída por sete graus educacionais. A idade de graduação prevista é de 19 anos. Os formandos podem solicitar a admissão em instituições de ensino superior, incluindo escolas de engenharia e escolas de negócios.
A taxa de alfabetização, da população gabonense foi de 85,4%, em 2005, um dos mais altos da África subsaariana, e a proporção da população com alguma educação primária é de 92%. A área educacional no país enfrenta problemas de eficiência, tais como as taxas de abandono, má remuneração e qualificação de professores, ausência de profissionais da educação em áreas rurais e superlotação de estudantes em classes. Em 1999, cerca de 3,3% do Produto interno bruto do país era destinado à educação.

### Saúde
Os serviços de saúde no Gabão são operados pelo Ministério da Saúde e são, em sua maior parte, públicos. Existem algumas instituições privadas, das quais a mais conhecida é o hospital estabelecido em 1913 em Lambaréné por Albert Schweitzer. A infraestrutura médica do Gabão é considerada uma das melhores da África Ocidental. Em 1985, havia 28 hospitais, 87 centros médicos e 312 enfermarias e dispensários. Em 2004, havia um número estimado de 29 médicos por 100.000 pessoas. Aproximadamente 90% da população tinha acesso a serviços de saúde.
Em 2000, 70% da população tinha acesso a água potável segura e 21% tinham saneamento básico adequado. Um programa abrangente de saúde do governo trata doenças como hanseníase, doença do sono, malária, filariose, vermes intestinais e tuberculose. As taxas de imunização de crianças menores de um ano são de 97% para tuberculose e 65% para poliomielite. As taxas de imunização para DPT e sarampo são de 37% e 56%, respetivamente. O Gabão tem um suprimento doméstico de produtos farmacêuticos de uma fábrica em Libreville.
A taxa total de fertilidade diminuiu de 5,8 filhos em 1960 para 4,2 filhos por mulher durante os anos 2000. Cerca de 10% de todos os nascimentos eram de baixo peso. A taxa de mortalidade materna era de 520 por 100.000 nascidos vivos em 1998. Em 2005, a taxa de mortalidade infantil era de 55,35 por 1 000 nascidos vivos e a expectativa de vida era de 55,02 anos. Em 2002, a taxa geral de mortalidade foi estimada em 17,6 por 1 000 habitantes.
A prevalência de HIV/AIDS é estimada em 5,2% da população adulta (entre 15 e 49 anos). Em 2009, aproximadamente 46 000 pessoas estavam vivendo com HIV/AIDS. Havia uma estimativa de 2 400 mortes por AIDS em 2009 - abaixo das 3 000 mortes registradas em 2003.

### Religião
No Gabão, o cristianismo é a religião predominante, seguida por minorias significativas de muçulmanos e praticantes de religiões tradicionais. O país é um estado laico, com liberdade religiosa garantida por lei, de acordo com a Constituição do Gabão. 
- Cristianismo:  Cerca de três quartos da população gabonesa são cristãos. A Igreja Católica é a maior denominação, mas também existem igrejas protestantes, como a Igreja Evangélica do Gabão com mais de 20.500 membros e 108 congregações [25]e a Igreja Adventista do Sétimo Dia com 2.578 membros e 22 congregações[26]Há também a presença da Igreja Universal do Reino de Deus (IURD) com alguns templos espalhados no país.
- Islamismo:  O islamismo tem crescido no Gabão nos últimos anos, com cerca de 11% da população praticando a fé muçulmana.
- Religiões tradicionais:  As religiões tradicionais, muitas vezes sincréticas com o cristianismo, também são praticadas por uma parte da população. A religião Bwiti, por exemplo, é uma religião sincrética com raízes na sociedade secreta Bwiti, que desempenhou um papel importante na promoção da solidariedade entre os Fang, segundo a Britannica.